# WGC - Bridgestone Invitational 2014
De WGC - Bridgestone Invitational  van 2014 is de 16de editie van dit toernooi en het derde WGC-toernooi van 2014. Het wordt gespeeld van 31 juli t/m 3 augustus op de South Course van de Firestone Country Club in Akron, Ohio.
Tiger Woods  won dit toernooi in 2013 voor de achtste keer en komt zijn titel verdedigen.

## Golfbaan
Er wordt gespeeld op de South Course, die door Arnold Palmer de Monster Course werd genoemd. De golfbaan werd in 1929 ontworpen door Bert Way en in 1960 aangepast door Robert Trent Jones, hij liet onder meer vijftig bunkers en twee vijvers aanleggen. In 1985 werden nog enkele veranderingen aangebracht door Golforce
| Hole   | 1   | 2   | 3   | 4   | 5   | 6   | 7   | 8   | 9   | Out  | 10  | 11  | 12  | 13  | 14  | 15  | 16  | 17  | 18  | In   | Total |
| ------ | --- | --- | --- | --- | --- | --- | --- | --- | --- | ---- | --- | --- | --- | --- | --- | --- | --- | --- | --- | ---- | ----- |
| Yards  | 399 | 526 | 442 | 471 | 200 | 469 | 219 | 482 | 494 | 3702 | 410 | 418 | 180 | 471 | 467 | 221 | 667 | 400 | 464 | 3698 | 7400  |
| Meters | 357 | 483 | 404 | 431 | 183 | 429 | 201 | 444 | 453 | 3385 | 375 | 382 | 165 | 431 | 427 | 202 | 610 | 366 | 424 | 3382 | 6767  |
| Par    | 4   | 5   | 4   | 4   | 3   | 4   | 3   | 4   | 4   | 35   | 4   | 4   | 3   | 4   | 4   | 3   | 5   | 4   | 4   | 35   | 70    |

## Verslag

### Ronde 1
Marc Leishman had een goede start met drie birdies in de eerste zes holes en eindigde met een fraaie score van -6. Beste Europese speler bleek Justin Rose te zijn, die met Ryan Moore en Charl Schwartzel de tweede plaats deelde met een score van -5. Joost Luiten kwam met een score van +3 op de 56ste plaats.

### Ronde 2
De scores waren hoger dan in ronde 1. Leishman maakte de eerste negen holes 3 birdies, 3 bogeys en 3 parren, pas op hole 12 kwam hij 1 onder par te staan. De beste score was van Sergio García, die de laatste negen holes acht birdies maakte. Het baanrecord was al 61 en staat sinds 2013 op naam van Tiger Woods.

### Ronde 3
In dit toernooi speelt iedereen vier rondes. Het spelen werd ruim drie uren onderbroken wegens (dreigend) onweer. Alleen de laatste drie groepen waren toen nog niet binnen. 

Garcia behield drie slagen voorsprong op zijn achtervolgers, maar Rory McIlroy nam na deze ronde de tweede plaats in. Adam Scott en Keegan Bradley, beide voormalige winnaars, bezetten de vierde plaats met Justin Rose.

Achtvoudig winnaar en titelverdediger Tiger Woods speelde weer boven par. Zijn afslagen kwamen maar zes keer op de fairways.
Dit is het derde toernooi sinds hij eerder in 2014 aan zijn rug werd geopereerd.

### Ronde 4
Rory McIlroy heeft het weer gepresteerd, twee weken hiervoor won hij het Brits Open en nu  zijn eerste WGC-toernooi. Hij staat weer op nummer 1 op de wereldranglijst. McIlroy begon met twee knappe birdies, maakte op hole 3 een gewone birdie en stond toen al een slag voor op García, die op hole 3 een bogey maakte. Uiteindelijk had García de 2de plaats achter McIlroy, die de ronde in 66 slagen had gespeeld. De vierde plaats werd gedeeld door Keegan Bradley, Patrick Reed, Charl Schwartzel en Justin Rose, de 8ste plaats door Adam Scott, Ryan Moore, Rickie Fowler en Graeme McDowell.
- Scores

| Naam             | OWGR | Score R1 | Score R1 | Nr  | Score R2 | Score R2 | Totaal | Nr  | Score R3 | Score R3 | Totaal | Nr  | Score R4 | Score R4 | Totaal | Nr  |
| ---------------- | ---- | -------- | -------- | --- | -------- | -------- | ------ | --- | -------- | -------- | ------ | --- | -------- | -------- | ------ | --- |
| Rory McIlroy     | 2    | 69       | -1       | T14 | 64       | -6       | -7     | T3  | 66       | -4       | -11    | 2   | 66       | -4       | -15    | 1   |
| Sergio García    | 5    | 68       | -2       | T9  | 61       | -9       | -11    | 1   | 67       | -3       | -14    | 1   | 71       | +1       | -13    | 2   |
| Marc Leishman    | 51   | 64       | -6       | 1   | 69       | -1       | -7     | T3  | 68       | -2       | -9     | 3   | 67       | -3       | -12    | 3   |
| Justin Rose      | 4    | 65       | -5       | T2  | 67       | -3       | -8     | 2   | 70       | par      | -8     | T4  | 69       | -1       | -9     | T4  |
| Charl Schwartzel | 22   | 65       | -5       | T2  | 69       | -1       | -6     | T5  | 73       | +3       | -3     | T18 | 64       | -6       | -9     | T4  |
| Rickie Fowler    | 18   | 67       | -3       | T5  | 67       | -3       | -6     | T5  | 72       | +2       | -4     | T10 | 67       | -3       | -7     | T8  |
| Ryan Moore       | 39   | 65       | -5       | T2  | 73       | +3       | -2     | T19 | 68       | -2       | -4     | T10 | 67       | -3       | -7     | T8  |
| Joost Luiten     | 46   | 73       | +3       | T56 | 73       | +3       | +6     | T64 | 71       | +1       | +7     | T60 | 71       | +1       | +8     | T55 |
| Tiger Woods      | 10   | 68       | -2       | T9  | 71       | +1       | -1     | T25 | 72       | +2       | +1     | T36 | WD       |          |        |     |

| Leider |  | Toernooirecord |  | OWGR |  | MC = missed cut = cut gemist |  | WD = withdrawn = teruggetrokken |

## Spelers
- Thomas Bjørn
- Jonas Blixt
- Steven Bowditch
- Keegan Bradley (2012)
- Ángel Cabrera
- Ben Crane
- Jason Day
- Brendon de Jonge
- Graham DeLaet
- Luke Donald
- Jamie Donaldson
- Victor Dubuisson
- Jason Dufner
- Ernie Els
- Harris English
- Matt Every
- Gonzalo Fz-Castaño
- Rickie Fowler
- Jim Furyk

- Stephen Gallacher
- Sergio García
- Tano Goya
- Branden Grace
- Bill Haas
- Brian Harman
- Russell Henley
- J.B. Holmes
- David Howell
- Mikko Ilonen
- Thongchai Jaidee
- Miguel Jiménez
- Dustin Johnson
- Zach Johnson
- Matt Jones
- Martin Kaymer
- Chris Kirk
- Matt Kuchar
- Pablo Larrazábal

- Marc Leishman
- Alexander Lévy
- Joost Luiten
- David Lynn
- Hunter Mahan (2010)
- Daisuke Maruyama
- Hideki Matsuyama
- Graeme McDowell
- Rory McIlroy
- Phil Mickelson
- Francesco Molinari
- Ryan Moore
- Kevin Na
- Noh Seung-yul
- Louis Oosthuizen
- Ian Poulter
- Patrick Reed
- Justin Rose
- Charl Schwartzel

- Adam Scott (2011)
- John Senden
- Webb Simpson
- Brandt Snedeker
- Jordan Spieth
- Kevin Stadler
- Scott Stallings
- Henrik Stenson
- Richard Sterne
- Kevin Streelman
- Steve Stricker
- Yoshitaka Takeya
- Brendon Todd
- Jimmy Walker
- Bubba Watson
- Lee Westwood
- Tiger Woods
- Gary Woodland
- Fabrizio Zanotti

 South African Open Championship ·
 Alfred Dunhill Championship ·
 Nedbank Golf Challenge ·
 Hong Kong Open ·
 Nelson Mandela Championship ·
 Volvo Golf Champions ·
 Abu Dhabi Golf Championship ·
 Commercialbank Qatar Masters ·
 Dubai Desert Classic ·
 Joburg Open ·
 Africa Open ·
 WGC-Accenture Match Play Championship ·
 Tshwane Open ·
 WGC-Cadillac Championship ·
 Trophée Hassan II ·
 EurAsia Cup ·
 NH Collection Open ·
 The Masters ·
 Maybank Malaysian Open ·
 Volvo China Open ·
 The Championship at Laguna National ·
 Madeira Islands Open ·
 Open de España ·
 BMW PGA Championship ·
 Nordea Masters ·
 Lyoness Open ·
 US Open ·
 Iers Open ·
 BMW International Open ·
 Open de France ·
 Scottish Open ·
 The Open Championship ·
 M2M Russian Open ·
 WGC-Bridgestone Invitational ·
 US PGA Championship ·
 Made in Denmark ·
 D+D Real Czech Masters ·
 Italiaans Open ·
 European Masters ·
 KLM Open ·
 Wales Open ·
 Ryder Cup ·
 Alfred Dunhill Links Championship ·
 Portugal Masters ·
 Volvo World Match Play Championship ·
 Perth International ·
 BMW Masters ·
 WGC-HSBC Champions ·
 Turks Open ·
 Dubai World Championship